# Zannone
Zannone je ostrov v Tyrhénském moři nedaleko západního pobřeží Itálie. Je součástí Pontinských ostrovů. Celý ostrov má rozlohu přibližně 1 km² a leží 10 km od hlavního ostrova Ponza.
Ostrov je součástí Národního parku Circeo pro svou krásu a několik vzácných biomů. Ostrov je neobydlen, ale hlídán lesní stráží, která má na vrcholu nejvyšší hory Monte Pellegrino stanici a malou výstavku. Jsou zde také trosky benediktinského kláštera ze 13. století. Na ostrově nejsou žádné turistické kapacity a není povoleno zde zůstat přes noc, ačkoliv k samotnému vstupu na ostrov není potřeba žádné zvláštní povolení.